# ヤマザキ動物看護短期大学
ヤマザキ動物看護短期大学（ヤマザキどうぶつかんごたんきだいがく、英語: Yamazaki College of Animal Health Technology）は、東京都八王子市南大沢4-7-2に本部を置いていた日本の私立大学である。2004年に設置され、2012年に廃止された。

## 概観

### 大学全体
- 学校法人ヤマザキ学園により東京都八王子市において設置された日本の私立短期大学。
- 1学科かつ入学定員100名体制で2004年に開学[1]。さらに初めて短期大学としての卒業生が出た2007年の4月に専攻科の受け入れが開始された[2]。
- その後は、2009年度の入学生を最後[注釈 1][注 1]に短期大学としての使命を終えることとなった。
- 2019年度にはこの短期大学と名称が類似しているヤマザキ動物看護専門職短期大学が学園本部のある渋谷区に設置された。

### 建学の精神（校訓・理念・学是）
- ヤマザキ動物看護短期大学の教育理念は「生命を生きる」となっている。

### 教育および研究
- ヤマザキ動物看護短期大学に設置されている動物看護学科は、教養豊かな動物看護職を育成することがねらいとされており、「生命科学と論理」・「アニマルアシステッドセラピー論」・「臨床心理学」・「動物福祉とボランティア」・「ペットロス論」・「動物看護学実習」・「動物臨床検査学実習」などの科目が用意されている。実習科目が多く、修業年限は昼間部3年制となっていた[4]。

### 学風および特色
- ヤマザキ動物看護短期大学は、全国で唯一の動物看護に関する専門科目が置かれている短期大学となっていた。また日本で初めての動物看護系短大でもあった。

## 沿革
- 2003年
  - 11月27日 左記を以て文部科学省より短期大学の設置が認可される[5]。
- 2004年
  - 4月1日 左記を以てヤマザキ動物看護短期大学が以下の学科体制にて開学する[6]。
    - 動物看護学科[注 2]
- 2007年
  - 4月1日 左記を以て専攻科動物看護学[注 3]を設置[8]。
  - 同 左記を以て動物看護学科の入学定員を100[9][10]→116[2][11]に増員する。
- 2009年
  - 4月1日 左記を以て短期大学としての学生募集を終了[注釈 1][13][注 4]。短期大学は、最後の入学生全員が卒業する2012年3月末までは、経過措置として存続[13]。
- 2011年
  - 4月1日 左記を以て短期大学専攻科の学生募集を終了とする[注 5]。
- 2012年
  - 3月31日 左記を以て短期大学としての使命を終える[15]。

## 基礎データ

### 所在地
- 東京都八王子市南大沢4-7-2

### 交通アクセス
- 京王電鉄相模原線南大沢駅より徒歩7分と公式サイトにはあったが、実際は15分程度の距離だった。

### 象徴
- ヤマザキ動物看護短期大学のカレッジマークは動物の足跡をイメージしたものとなっている。シンボルマークは、学園の守護神とされているブロンズのキリンとなっていた。

## 教育および研究

### 組織

#### 学科
- 動物看護学科（3年制）入学定員

#### 専攻科
- 動物看護学専攻：修業年限1年制の課程で、短期大学での教育を基礎により高度な専門的知識や技術をもった人材を育てるのがねらいとされ、修了生にはペット栄養管理士認定試験の受験において講習会の受講が免除されるという特典がある。一定基準を満たす動物看護系の専門学校修了者にも入学門戸を開いていた。

#### 別科
- なし

##### 取得資格について
資格
- アニマルヘルステクシャン（日本動物衛生看護師協会認定）
- ベタリナリーテクニシャン（日本動物衛生看護師協会認定）
- ペットグルーミングスペシャリスト（日本動物衛生看護師協会認定）
- コンパニオンドッグトレーナー（日本動物衛生看護師協会認定）※要別料金。コンパニオンドッグトレーナーでは、陽性強化と強制法の二つの内容を学習できる

## 学生生活

### 部活動・クラブ活動・サークル活動
- ヤマザキ動物看護短期大学のクラブ活動[16]
  - 体育系：フットサル・テニス・バドミントン・バレーボール・バスケットボール・スキューバーダイビングほか
  - 文化系：「管楽器演奏」・写真・ボランティアほか

### 学園祭
- ヤマザキ動物看護短期大学の学園祭は「絆祭」と呼ばれ毎年、11月に行われていた。プログラムの一つとして犬を対象としたファッションショーが催された[17]。

## 施設

### キャンパス
- 図書館
- 講堂：「セントフランシスホール」と呼ばれている。
- 学生ホール
- 運動場
- アシスタントドッグ研究室ほか

## 対外関係

### 系列校
- ヤマザキ動物専門学校

### 他大学との協定

#### 単位互換協定
- 首都圏西部大学単位互換協定会[18]
- 東京都私立短期大学協会の大学間単位互換事業
- 八王子学園都市大学単位互換事業としてサレジオ工業高等専門学校、創価大学、多摩美術大学、東京家政学院大学、東京工科大学とともに加盟。

## 社会との関わり
- 2006年2月18日、東京の池袋で行われたシンポジウムに参加[19]。
- 消防署により、防火設備や防火体勢が整っている建造物として認定する「優良防火対象物」として認定された。2007年12月25日に、八王子消防署より認定証交付式が行われた。

## 卒業後の進路について

### 就職について
- 動物病院への就職者が最も多い傾向にあり、卒業生全体の約6割を占めている。ついでペットショップやテーマパーク・動物系の企業となっている[20]。また、動物系以外の一般企業への就職者もいる動物看護師として勤務している卒業生が雑誌で取り上げられている[21]。

### 編入学・進学実績
- ヤマザキ動物看護短期大学専攻科への進学者がいた。